# Morbus Hurler
Der Morbus Hurler (Syn.: Hurler-Pfaundler-Syndrom; Pfaundler-Hurler-Krankheit) ist die schwerste Verlaufsform der lysosomalen Speicherkrankheit Mukopolysaccharidose Typ I (MPS I). Der Name leitet sich von der deutschen Kinderärztin Gertrud Hurler (1889–1965) ab, welche diese Verlaufsform zum ersten Mal beschrieb.
MPS I wird durch einen Defekt des Enzyms Alpha-L-Iduronidase verursacht. Dadurch kommt es zu einer Ansammlung von Glykosaminoglykanen (GAG; früher als Mukopolysaccharide bezeichnet) und einer Störung des zellulären Stoffwechsels. Dem Enzym-Defekt liegen verschiedene Mutationen zugrunde, daher unterscheidet sich das klinische Bild der Erkrankung. MPS I kann klinisch in drei Verlaufsformen (Phänotypen) eingeteilt werden:
| Verlaufsform                            | Ausprägung          |
| --------------------------------------- | ------------------- |
| Morbus Hurler (M. Hurler)               | Schwer              |
| Morbus Hurler/Scheie (M. Hurler/Scheie) | Attenuiert (Mittel) |
| Morbus Scheie (M. Scheie)               | Attenuiert (Leicht) |

Im Vergleich zu den anderen beiden Verlaufsformen sind beim M. Hurler die Symptome am stärksten ausgeprägt und die Erkrankung schreitet schnell fort.
Inzwischen wird häufiger zwischen MPS I mit Beteiligung des zentralen Nervensystems (ZNS) und MPS I ohne ZNS-Beteiligung unterschieden. Bei der schweren Verlaufsform, dem M. Hurler, ist das ZNS immer betroffen. Im Vergleich dazu liegt beim M. Scheie keine ZNS-Beteiligung vor.

## Epidemiologie
MPS I ist eine seltene Erkrankung. Die Häufigkeit wird auf 1:145.000 Geburten geschätzt. Der M. Hurler ist mit einer Häufigkeit von 1:100.000 die häufigste MPS I Verlaufsform.

## Ursache
Der schweren Verlaufsform, dem M. Hurler, liegt wie allen MPS I Phänotypen ein Defekt des Enzyms Alpha-L-Iduronidase zugrunde. Durch den Enzym-Defekt können Glykosaminoglykane nicht mehr ausreichend gespalten und abgebaut werden. Stattdessen werden sie in den Lysosomen der Körperzellen gespeichert. Dabei lagern sich insbesondere Dermatansulfat und Heparansulfat an. Infolgedessen wird die Funktion der Zellen stark beeinträchtigt, was letztendlich zu den Symptomen der Erkrankung führt.

## Symptome
Die Symptome treten bereits im Säuglingsalter auf und sind stark ausgeprägt.
Leitsymptome des M. Hurler sind:
- Kleinwuchs
- Gesichtsdysmorphie
- Gib’s / Kyphose
- Wiederkehrende Otitiden
- Obstruktive und restriktive Atemwegsbeschwerden
- Rezidivierende pulmonale Infekte
- Nabel- und Leistenhernien, auch rezidivierend
- Geistige Retardierung
- Hüftdysplasie (beidseitig)
- Gibbus
- Gelenkkontrakturen und Gelenksteifigkeit
- Karpaltunnelsyndrom, oft beidseitig und im Kindesalter
- Hornhauttrübung
- Hörverlust
- Vergrößerte Zunge (Makroglossie)
- Schlafapnoe
- Kompression des Rückenmarks im Bereich der oberen Halswirbelsäule (kraniozervikaler Übergang)

Aufgrund der Verengung der Atemwege, der verringerten Elastizität des Lungengewebes sowie der vergrößerten Zunge ist die Atmung stark eingeschränkt. Eine zunehmende Hornhauttrübung kann außerdem im Verlauf zu Sehstörungen bis zum Erblinden führen. Zudem sind Patienten sehr anfällig für Mittelohrentzündungen, die aufgrund der Häufung zu einer eingeschränkten Hörfähigkeit führen können. Zusätzlich ist bei Patienten das zentrale Nervensystem betroffen und ohne eine frühzeitige Behandlung mittels Stammzelltransplantation ist die geistige Entwicklung zunehmend eingeschränkt.

## Erscheinungsbild
Patienten mit M. Hurler haben ein für die Krankheit typisches Erscheinungsbild. Sie haben einen kurzen Hals, grobe Gesichtszüge, eine vergrößerte Zunge, weit auseinanderstehende Augen und eine tiefe Nasenwurzel. Bis zum dritten Lebensjahr wachsen die Patienten meist normal, jedoch wird das Wachstum durch die starken Skelettveränderungen zunehmend eingeschränkt. Häufig werden Patienten mit M. Hurler nicht größer als 1,20 m und weisen durch die Fehlstellungen ein charakteristisches Gangbild auf.
Früher nannte man die Krankheit auch Gargoylismus, da die groben Gesichtszüge (sog. Wasserspeiergesicht) der betroffenen Personen an Gargoylen erinnerten.

## Diagnose
Liegt ein Verdacht auf MPS-I vor, wird im Labor die Enzymaktivität der alpha-L-Iduronidase im Blut bestimmt. Ist sie erniedrigt, so ist die Diagnose MPS-1 meist gesichert. Zusätzlich wird heute fast immer auch eine genetische Analyse durchgeführt.
Sowohl für die Messung der Enzymaktivität als auch für die genetische Analyse steht heute ein einfach in den Praxisalltag integrierbarer Trockenbluttest (Dried Blood Spot, DBS) zur Verfügung: Dafür werden einige Tropfen Blut auf eine Trockenblutkarte aufgetropft. Nachdem sie getrocknet sind, wird die Karte per Post an ein spezialisiertes Labor geschickt. Dort wird das Blut wieder aus der Filterkarte herausgelöst und für die folgenden Tests aufbereitet.
Zur Bestimmung der Enzymaktivität wird zu einer definierten Menge Blut eine definierte Menge Substrat dazugegeben. Nach einer bestimmten Zeit wird z. B. per Massenspektroskopie analysiert, wie viel Produkt durch die Enzymreaktion entstanden ist. Hieraus lässt sich schließen, wie aktiv das Enzym ist. Um die Verlässlichkeit der Messwerte zu gewährleisten, ist es wichtig, dass ein zertifizierter Assay verwendet wird.
Für die genetische Analyse wird das Gens der alpha-L-Iduronidase sequenziert. Beide Tests – die Messung der Enzymaktivität und die genetische Analyse – können – je nach Labor – aus dem Material einer Trockenblutkarte erfolgen.

## Prognose
Im Gegensatz zu Patienten mit M. Scheie haben Patienten mit M. Hurler eine deutlich geringere Lebenserwartung. Unbehandelt versterben die Patienten meist noch vor dem 10. Lebensjahr.

## Therapie
Bis zum Alter von etwa 2,5 Jahren ist bei Patienten mit M. Hurler die Knochenmark- beziehungsweise die hämatopoetische Stammzelltransplantation (KMT) die Therapie der Wahl. Durch die Transplantation von Knochenmark eines geeigneten Spenders erhält der Patient Blutzellen, die das Enzym Alpha-L-Iduronidase bilden können. Diese Zellen geben einen Teil des gebildeten, intakten Enzyms an die Umgebung ab, welches von anderen Körperzellen aufgenommen und in ihre Lysosomen transportiert werden kann. Dadurch können die gespeicherten Glykosaminoglykane wieder abgebaut werden. Allerdings können durch die Transplantation nur die kognitive Entwicklung und die Lebenserwartung positiv beeinflusst werden. Die KMT kann die Erkrankung jedoch nicht heilen.
Bei Patienten mit M. Hurler wird häufig vor oder auch nach einer Knochenmark- beziehungsweise hämatopoetischen Stammzelltransplantation zusätzlich eine Enzymersatztherapie eingesetzt. Dabei wird das defekte Enzym durch eine biotechnologisch hergestellte Form des menschlichen Enzyms ersetzt und die pathologische Speicherung von Glykosaminoglykanen kann wieder abgebaut werden. Der Enzymersatz gelangt jedoch aufgrund der Blut-Hirn-Schranke nicht in das ZNS, sodass diese Therapie keinen direkten Einfluss auf die kognitiven und motorischen Symptome des M. Hurler nehmen kann. Dies ist derzeit nur mittels frühzeitiger Stammzelltransplantation möglich. Vor der KMT kann die Enzymersatztherapie den Allgemeinzustand der Patienten verbessern. Zusätzlich kann die Enzymersatztherapie die Transplantation unterstützen und die Symptome lindern, da MPS I durch die KMT nicht geheilt werden kann. Für M. Hurler Patienten, die erst später als 2,5 Jahre diagnostiziert werden und für die eine Knochenmark- bzw. Stammzelltransplantation nicht mehr in Frage kommt, steht die Enzymersatztherapie zur Verfügung, um die nicht-neurologischen Manifestationen der Erkrankung zu therapieren.